# Stora sundet
Stora sundet är ett vattendrag i landskapet Österbotten i Kristinestads kommun i Finland. Den avvattnar Härkmerifjärden, en genom landhöjningen avsnörd insjö och den mynnar i Lappfjärdsfjärden som är en del av Bottenhavet.